# Willard Weston
Willard Gordon Galen Weston (Marlow, 29 ottobre 1940 – Toronto, 12 aprile 2021) è stato un imprenditore canadese di origine britannica, miliardario e presidente emerito della George Weston Limited, una società canadese di trasformazione e distribuzione di alimenti. Weston e la sua famiglia, con un patrimonio netto stimato di 8,7 miliardi di dollari, sono elencati come i terzi più ricchi in Canada e tra i primi 180 al mondo secondo Forbes.
Aveva inoltre una partecipazione di controllo in Loblaw Companies, il più grande rivenditore di generi alimentari del Canada, attraverso una holding di famiglia. Weston è stato anche a capo del secondo più grande rivenditore di beni di lusso al mondo come presidente di Holt Renfrew in Canada e del gruppo Selfridges, proprietario di Selfridges nel Regno Unito, Brown Thomas in Irlanda, la catena di grandi magazzini De Bijenkorf nei Paesi Bassi e il grande magazzino Ogilvy di recente acquisito a Montreal. Weston era presidente di La W. Garfield Weston Foundation, una fondazione di beneficenza canadese che ha raccolto quasi 200 milioni di dollari in donazioni negli ultimi dieci anni.

## Biografia
Weston è nato da Reta Lila (Howard) e W. Garfield Weston a Marlow nel Buckinghamshire, a circa 48 km a ovest di Londra, il 29 ottobre 1940, il più giovane di nove figli. Garfield Weston, un uomo d'affari canadese il cui padre George Weston, dopo aver fondato la George Weston Limited, si era espanso con successo all'estero durante gli anni '30 acquisendo e modernizzando fabbriche di biscotti e pane in tutto il Regno Unito. Nel 1945, Weston e la sua famiglia tornarono in Canada, ma si trasferirono spesso poiché suo padre intraprendeva varie iniziative imprenditoriali, tra cui catene di supermercati in Nord America ed Europa. Crescendo, Weston ha lavorato nei negozi che comprendevano le partecipazioni al dettaglio di suo padre. Una volta ha osservato: "Sono stato un garzone mille volte in cinque lingue". Tra il 1954 e il 1959, ha studiato nel Regno Unito presso la scuola londinese d'élite, St Paul's.

## Irlanda
Nel 1962, dopo aver studiato economia aziendale all'Huron University College presso l'Università dell'Ontario occidentale,  Weston si trasferì a Dublino per aprire un negozio di alimentari con i propri soldi. Seguì una seconda sede e i punti vendita si trasformarono nella catena di supermercati Powers. Weston ha raccontato di avere trovato la Repubblica d'Irlanda una terra di opportunità.
Nel 1965, l'attività di Weston era cresciuta fino a raggiungere sei negozi di alimentari. Quattro anni dopo, ha ampliato i suoi interessi commerciali con l'acquisto di un grande magazzino in bancarotta chiamato Todd Burns, che ha ribattezzato Penneys (ora noto come Primark al di fuori dell'Irlanda). Nel giro di un anno sono stati aperti altri quattro negozi. Due anni dopo, è stato lanciato il primo Penney fuori Dublino, seguito da altri undici negozi, di cui uno nell'Irlanda del Nord. Nel frattempo, Weston ha sposato Hilary Frayne, una modella irlandese, nel 1966.
All'inizio degli anni '70, Weston ha ampliato le sue partecipazioni di generi alimentari con l'acquisizione del concorrente Quinnsworth. Nel 1971, Weston rilevòuna partecipazione in Brown Thomas, l'esclusivo grande magazzino di Dublino, e lo regalò a sua moglie. Alla fine acquisirono la piena proprietà nel 1984.

## Vita privata
Galen Weston ha sposato Hilary Weston (nata Frayne) il 23 luglio 1966. Hanno avuto due figli, Alannah e Galen Weston Jr., entrambi nati nel 1972. In seguito Hilary Weston diventerà Vice Governatrice dell'Ontario dal 1997 al 2002.
Quando erano nel Regno Unito, i Weston risiedevano a Fort Belvedere fuori Londra, mentre in Canada risiedono nel centro di Toronto o su un'isola privata a Georgian Bay, Ontario. Hanno trascorso gli inverni alle Bahamas o a Vero Beach, in Florida.
Nell'agosto 1983, Weston fu oggetto di un tentativo di rapimento da parte dell'esercito repubblicano irlandese (IRA) nella sua tenuta in Irlanda. La polizia era stata informata del tentativo e aveva teso un'imboscata ai rapitori. Al loro arrivo, scoppiò una sparatoria: due dei rapitori furono uccisi e cinque arrestati.